# Nagroda im. Wasyla Stusa
Nagroda im. Wasyla Stusa – ukraińska pozarządowa nagroda przyznawana corocznie artystom (w tym literatom, artystom wizualnym, reżyserom teatralnym, muzykom) za znaczący wkład w kulturę ukraińską i niezachwianą postawę publiczną. Nagroda nosi imię ukraińskiego poety, dysydenta i więźnia politycznego Wasyla Stusa. 

## Historia
Pierwsze nagrody zostały przyznane w styczniu 1989 roku przez Ukraińskie Stowarzyszenie Niezależnej Inteligencji Twórczej za „talent i odwagę”. Nagroda była następnie przyznawana przez stowarzyszenie co roku, 14 stycznia, czyli w święto św. Bazylego. Od 2016 roku nagrodę przyznaje Ukraiński PEN, a gala wręczenia odbywa się na początku września. Sponsorami wydarzenia są PEN Club, Kijowsko-Mohylańska Szkoła Biznesu i wydawnictwo Duch i Litera. 
Do grona jury należą m.in. przewodniczący ukraińskiego PEN Clubu i laureaci poprzedzającej edycji. W pierwszej fazie konkursu każdy z członków jury nominuje swego kandydata, następnie jury głosuje nad propozycjami z upublicznionej krótkiej listy nominowanych. Nagrodę mogą zyskać artyści bez względu na miejsce zamieszkania. Laureaci otrzymują statuetkę i nagrodę pieniężną. 
Do laureatów nagrody należą m.in. Olha Bohomołeć, Ihor Kałyneć, Wasyl Słapczuk, Myrosław Marynowycz, Iryna Żyłenko, Wołodymyr Wjatrowycz, Jewhen Zacharow, Serhij Żadan, Borys Gudziak, Achtem Seitabłajew, Lubow Panczenko (2001), Ołeksandra Matwijczuk i Taras Wozniak. 